# 刘满仓
刘满仓（1955年10月29日—），男，汉族，河南西峡人，中华人民共和国政治人物。新乡师范学院（今河南师范大学）数学系数学专业毕业，中共中央党校在职研究生学历。曾任河南省副省长、中共河南省委常委、省政法委书记等职。

## 生平
1977年3月参加工作，1981年6月加入中国共产党。
先后历任中共河南省委组织部副处长、处长，商丘地委委员、组织部部长，商丘市委常委、组织部部长、市委副书记、市长、市委书记等职。
2008年1月，当选河南省人民政府副省长。2013年1月，任中共河南省委常委，次月兼任河南省委政法委书记。
2016年1月，当选河南省人大常委会副主任。2016年5月，不再担任中共河南省委常委、政法委书记。2018年1月，不再担任河南省人大常委会副主任。
2024年10月17日，因涉嫌严重违纪违法，正在接受中央纪委国家监委纪律审查和监察调查。
2025年4月7日，中央纪委国家监委决定给予其开除党籍处分，取消其享受的待遇，收缴违纪违法所得，移送司法机关审查起诉。